# Clase Vista (2016)
La clase Vista es una clase de cruceros construidos por Fincantieri en Italia. Los barcos son operados por las divisiones Carnival Cruise Line, Costa Cruceros y Adora Cruises de Carnival Corporation & plc.
El diseño del barco se basa en el diseño de la flota de barcos de la clase Dream de Carnival, pero con una popa y un atrio principal diferentes. La eslora se incrementó entre 17 y 18 metros adicionales en los barcos de la clase Vista, en comparación con la clase Dream.

## Unidades
| Buque                         | En servicio          | Tonelaje             | Astillero                              | Puerto base                                                                       | Bandera              | Notas | Imagen               |
| Carnival Cruise Line          | Carnival Cruise Line | Carnival Cruise Line | Carnival Cruise Line                   | Carnival Cruise Line                                                              | Carnival Cruise Line | Carnival Cruise Line | Carnival Cruise Line |
| ----------------------------- | -------------------- | -------------------- | -------------------------------------- | --------------------------------------------------------------------------------- | -------------------- | --- | -------------------- |
| Carnival Vista                | 2016–presente        | 133.596 tn           | Fincantieri, Monfalcone                | - Galveston (hasta noviembre de 2023) - Puerto Cañaveral (después Noviembre 2023) | Panamá               | - Primera nave clase Vista - Empatado con Carnival Horizon como el barco Carnival más grande hasta 2019 |                      |
| Carnival Horizon              | 2018–presente        | 133.596 tn           | Fincantieri, Marghera                  | Miami                                                                             | Panamá               | |                      |
| Carnival Panorama             | 2019–presente        | 133.868 tn           | Fincantieri, Marghera                  | Long Beach                                                                        | Panamá               | Antiguo buque insignia de la flota Carnival hasta el Mardi Gras |                      |
| Costa Cruceros                |                      |                      |                                        |                                                                                   |                      | |                      |
| Costa Venezia                 | 2019–presente        | 135.225 Tn           | Fincantieri, Monfalcone                | - Nueva York                                                                      | Italia               | Barco para la flota de China de Costa Cruceros. Botado el 22 de junio de 2018. Será transferido a Carnival, renombrado Carnival Venezia y navegará bajo el concepto Costa by Carnival en 2023.                                                               |                      |
| Costa Firenze                 | 2021–presente        | 135.225 Tn           | Fincantieri, Marghera                  | - Italia, España & Francia (hasta 2024) - Long Beach (después 2024)               | Italia               | El barco designado para la construcción de la flota de Costa en China, se empezó el 25 de mayo de 2018 botado el 6 de noviembre de 2019 Se transferirá a Carnival, pasará a llamarse Carnival Firenze y navegará bajo el concepto Costa by Carnival en 2024. |                      |
| CSSC Carnival Cruise Shipping |                      |                      |                                        |                                                                                   |                      | |                      |
| Adora Magic City              | 2023                 | 135,500 Tn           | CSSC, Shanghai Waigaoqiao Shipbuilding | por confirmar                                                                     |                      | La construcción comenzó el 18 de octubre de 2019. Quilla colocada el 10 de noviembre de 2020. Botado el 17 de diciembre de 2021. |                      |
| Sin nombre confirmado (H1509) | 2024                 | 142,000 Tn           | CSSC, Shanghai Waigaoqiao Shipbuilding | por confirmar                                                                     |                      | La construcción comenzó el 8 de agosto de 2022, es más grande que los otros barcos de la clase; 341 m launched in April 2025 |                      |